# Tufão de Hong Kong de 1906
O tufão de Hong Kong de 1906 foi um ciclone tropical que atingiu Hong Kong em 18 de setembro de 1906. O desastre natural causou danos materiais superiores a um milhão de libras esterlinas, afetou o comércio internacional e tirou a vida de cerca de 15 000 pessoas: cerca de 5% da a então população de Hong Kong (um total de 320 000 pessoas).

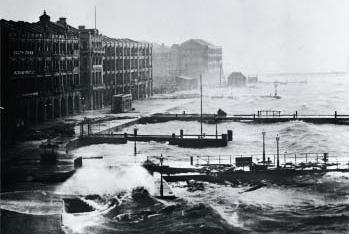
Costa de Hong Kong durante o tufão